# Ruine Liebenberg (Tösstal)
Die Ruine Liebenberg ist die Ruine einer Höhenburg in einem Wald über dem Tösstal östlich von Kollbrunn in der Gemeinde Zell (ZH) im Kanton Zürich. Es gibt eine gleichnamige Burg bzw. Burgstelle im Kanton Zürich bei Mönchaltorf.

## Anlage
Die Burg Liebenberg stand auf einem hervorstehenden Nagelfluhfelsen. Sie bestand hauptsächlich aus einem Turm und einem Wohnbau und war von einer Ringmauer umgeben. Gegen Osten war sie durch einen Halsgraben geschützt. Heute ist, abgesehen vom Rest eines Fundaments im Osten, von der Burg nichts mehr zu sehen.

## Geschichte
Man vermutet, dass die Burg Liebenberg ungefähr im Jahre 1170 gebaut wurde, da Berthold Schenk von Liebenberg 1180 der erste so genannte Burgherr war. Die Burg bestand aus einem Wohnbau mit Turm, umgeben von einer Ringmauer. Sie wurde später den Kyburgern geschenkt, die sie 1244 dem Bischof von Strassburg weiterschenkten, um sie dann wieder als Lehen zurückzuerhalten. In einer Urkunde aus dieser Zeit werden mit Liebenberc et etiam Liebenberc zwei Burgen mit demselben Namen genannt.
Eine zweite solche Feste unter dem Namen Liebenberg in Brand befand sich im Weiler Burg in der Gemeinde Mönchaltorf und war im frühen 13. Jahrhundert Sitz der Ministerialen von Liebenberg. Von 1293 bis 1391 war sie St. Galler Lehen der Giel von Glattburg (von Liebenberg) und ging dann durch Kauf an die habsburg-österreichischen Dienstleute Gessler, die sie 1408 der Stadt Zürich verpfändeten, wo sie bis zur Zerstörung im Alten Zürichkrieg im Jahre 1440 blieb (Fundamentspuren).
Als das Kyburger Geschlecht 1264 ausstarb, blieb die Burg unter habsburgischer Herrschaft im Besitz der Herren von Liebenberg, bis mit Berthold IV. auch der letzte männliche Familienvertreter etwa im Jahre 1300 verstarb. Eine zweite Linie mit Namen Liebenberg entstand wahrscheinlich, als die Schwester Bertholds, Ida, einen Ritter von Schlatt heiratete. Diese Linie starb 1357 mit Gottfried III. ebenfalls aus.
Danach kam es zu diversen Besitzerwechseln, meistens unter ortsansässigen Rittern. 1551 gehörte die schon halb verfallene Burg dem Rat von Zürich. Dieser benutzte Teile der Burg für neue Flussverbauungen der wilden Töss und für den Bau eines neuen Hauses.

## Galerie

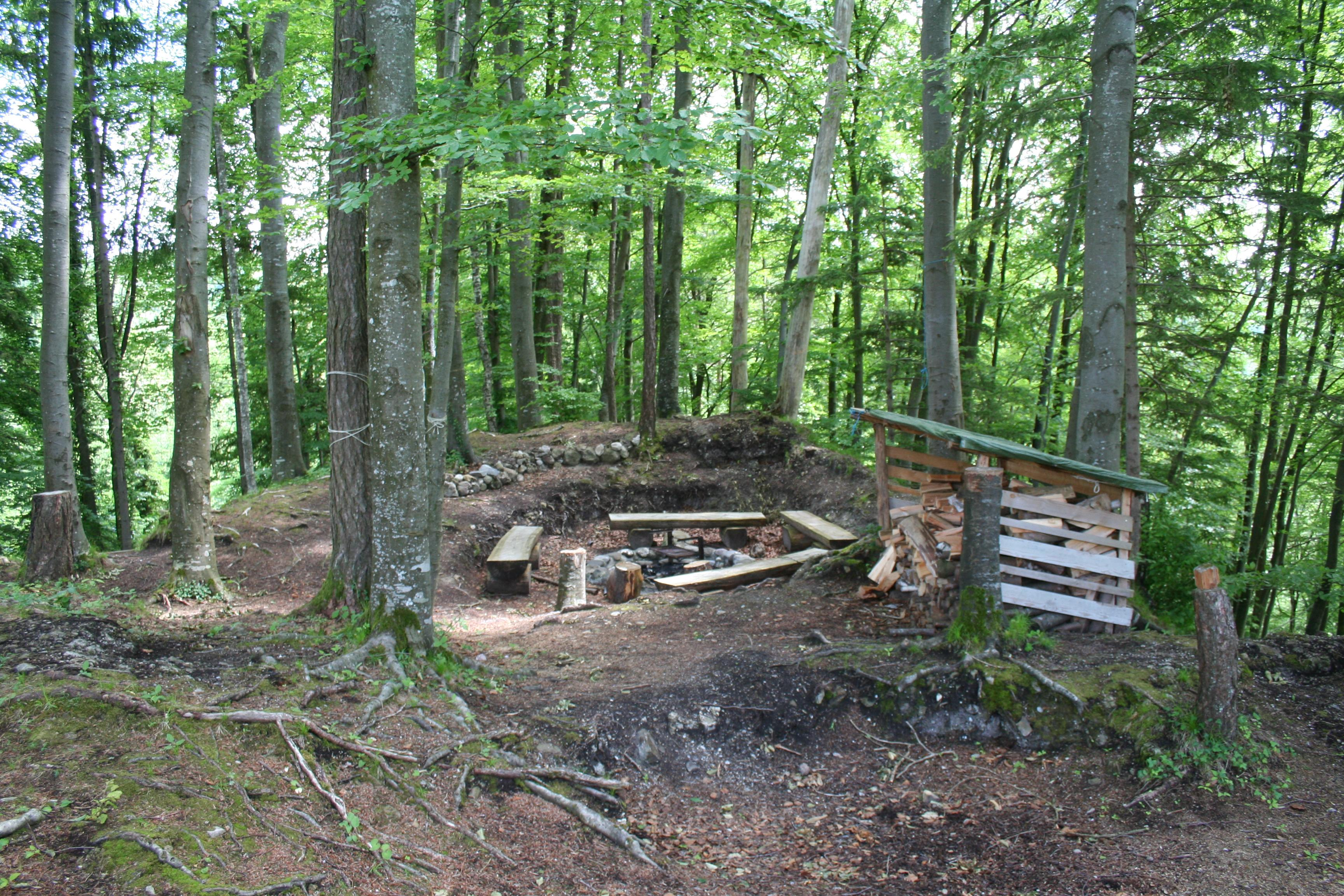
Plateau
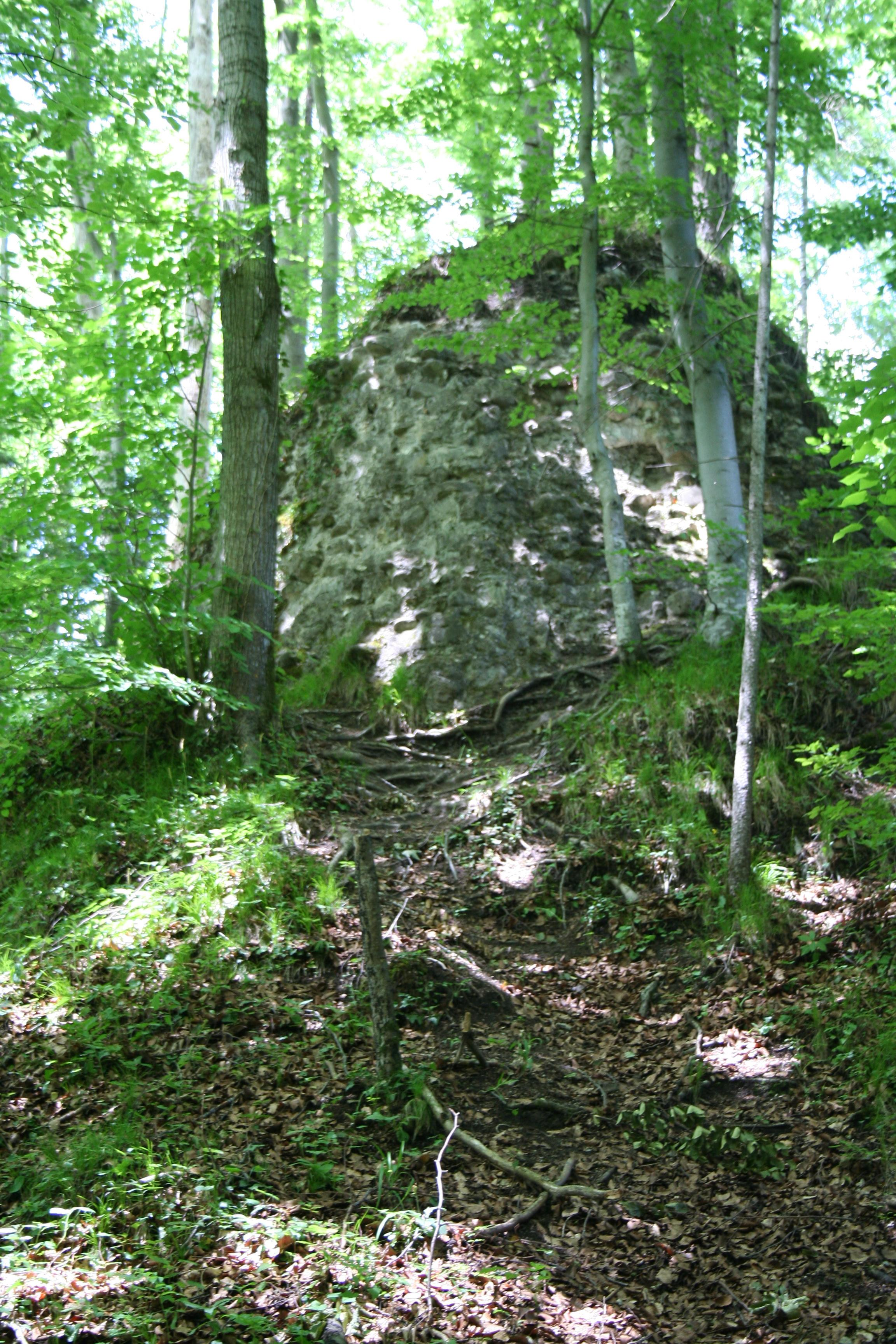
Mauerrest